# Imma xanthoglypta
Imma xanthoglypta är en fjärilsart som beskrevs av Edward Meyrick 1928. Imma xanthoglypta ingår i släktet Imma och familjen Immidae. Inga underarter finns listade i Catalogue of Life.